# Холодний Яр (військова округа)
ВО «Холодний Яр» — військовий округ «Холодний Яр» південного проводу УПА, що діяв у східній частині Черкаської області і Кіровоградщина).

## Збройні формування з назвою Холодний Яр у часи 2 Світової Війни
Показовим є використання назви «Холодний Яр» в закодованих назвах формувань та підрозділів у ряді регіонів України.
Перше збройне формування, під час проголошення у Львові самостійної Української держави 30 червня 1941 року, носило назву «Холодний Яр». Невдовзі, 27 липня 1941 року в Рівному, на святі української Державності на площі Старого Замку, у присутності 10 тисяч людей, постав Перший курінь Українського війська імені Холодного Яру.

## Формування військового округу
12 квітня 1943 року розроблено проєкт розгортання повстанської армії «До ситуації», де проблемі поширення УПА на Наддніпрянську Україну приділено значної уваги. Перехід ОУН до збройної боротьби автори документа відносять до другого тактичного ступеня діяльності — самооборонного.
Планували, зокрема, ліквідувати комуністичний вплив серед населення Наддніпрянщини, у міру можливості почати організацію третього перехідного осередку, що своєю базою мав би холодноярські ліси та дніпровські плавні.
Завдання цього осередку полягало в гуртуванні боєздатних утікачів із примусових робіт, таборів полонених тощо, та переправлення їх на Полісся.
Один із керівників ОУН  Шанковський відмічав: «Можливості використання місцевини й традицій Холодного Яру для розгорнення повстанської дії в Південній Україні розглядалися в повстанських штабах на Волині. І для ствердження тієї можливості вже в червні вислано звідтіль рейдуючий відділ УПА, який пройшов через Житомирщину, Трипільщину, і через Черкащину добився до Кіровоградщини, де мав зустріч із провідником ОУН Кіровоградської області — Мартином. Можна сказати, що цей рейдуючий відділ зініціював створення УПА-Південь».
Влітку 1943 року на території центрально-українських областей створено два відділи УПА: у Холодному Яру під командуванням Білика — «Костя», та на Уманщині під командуванням Мартина — «Остапа». Наприкінці літа до них долучився відділ із Полтавщини під командуванням «Діда Тараса», колишнього учасника повстансько-партизанського руху на Наддніпрянщині в 1920–1923 роках.
Курені: «Саблюка», «Довбуша».